# Попов, Владилен
Владилен Тодоров Попов (болг. Владилен Тодоров Попов, 21 июля 1935, София — 19 августа 2007, там же) — болгарский шахматист, шахматный тренер, аналитик и журналист. Чемпион Болгарии 1959 г. (+9-2=3).

## Биография
Окончил английскую гимназию в Ловече и факультет английской филологии Софийского университета.
С 1969 по 1992 гг. работал шахматным обозревателем на Болгарском национальном телевидении.
Был главным тренером женской сборной Болгарии на Шахматной олимпиаде 1974 г. в Медельине (болгарки завоевали бронзовые медали).